# بروکتر پارک (داکوتای شمالی)
بروکتر پارک(به انگلیسی: Brooktree Park) شهری در ایالت داکوتای شمالی کشور ایالات متحده آمریکا است که جمعیت آن در سرشماری سال ۲۰۱۰ میلادی، ۸۰ نفر بوده‌است.